# K’uk’ Bahlam I.

Umzeichnung einer Namensnennung von K’uk’ Bahlam I.

K’uk’ Bahlam I. (* 30. März 397; † 435) war der erste historisch nachweisbare Herrscher (Ajaw) und Begründer der Dynastie der Maya-Stadt Palenque. Er regierte von 431 bis zu seinem Tod.

## Herkunft und Regierungszeit
K’uk’ Bahlam I. wurde am 30. März 397 (Lange Zählung 8.18.0.13.6, Kalenderrunde 5 Kimi 14 K’ayab) geboren und bestieg den Thron am 10. März 431 (8.19.15.3.4, 1 K’an 2 K’ayab). Er trug den Titel „Herr von Toktahn“, der auf eine bislang nicht identifizierte Örtlichkeit, vielleicht seinen Herkunftsort, hinweist. Seine Herrschaft und die Gründung von Palenque fielen in eine Zeit großer Umwälzungen in der Region Peten. 378 hatte Sihyaj K’ahk’, Herrscher von Teotihuacán, die Dynastie von Tikal gestürzt und einen seiner Gefolgsleute als neuen Regenten eingesetzt. Auch die Gründung Palenques könnte mit der Machtausdehnung Teotihuacans in Zusammenhang stehen, denn der Name Sihyaj K’ahk’ taucht hier in einer Inschrift aus dem 7. Jahrhundert auf.
Einzelheiten aus seiner knapp vierjährigen Regierungszeit sind nicht bekannt. Das einzige Datum neben seiner Amtseinführung findet sich auf einer Tafel aus dem 8. Jahrhundert, die Amtseinsetzungen von Würdenträgern durch die Herrscher Palenques aufführt. Eine solche Handlung scheint K’uk’ Bahlam I. am 13. Februar 435 (8.19.19.3.0, 7 Ajaw 18 Muwan) durchgeführt zu haben. Nur wenige Monate später scheint er gestorben zu sein, denn im August folgte ihm Casper II. auf den Thron.
Ein steinerner Porträtkopf, der in Palenque gefunden wurde, zeigt entweder K’uk’ Bahlam I. oder seinen Namensvetter K’inich K’uk’ Bahlam II. († nach 736).